# Bad for You Baby
Bad For You Baby je poslední studiové album irského bluesrockového kytaristy a zpěváka Gary Moorea, vydané necelé tři roky před jeho smrtí, v roce 2008.

## Seznam skladeb
1. "Bad For You Baby" (Moore)
2. "Down the Line" (Moore)
3. "Umbrella Man" (Moore)
4. "Holding On" (Moore)
5. "Walkin' Thru the Park" (Morganfield)
6. "I Love You More Than You'll Ever Know" (Kooper)
7. "Mojo Boogie" (Lenoir)
8. "Someday Baby" (Morganfield)
9. "Did You Ever Feel Lonely?" (Moore)
10. "Preacher Man Blues" (Moore)
11. "Trouble Ain't Far Behind" (Moore)

### Bonus na Japonské CD & download verzi
1. Picture on the Wall (Hopkins)

## Sestava
- Gary Moore – zpěv, kytara, harmonika
- Vic Martin – klávesy
- Pete Rees – baskytara
- Sam Kelly – bicí

Speciální hosté: Otis & Cassie Taylor